# Eupodotis gindiana
Eupodotis gindiana là một loài chim trong họ Otididae.

## Hình ảnh

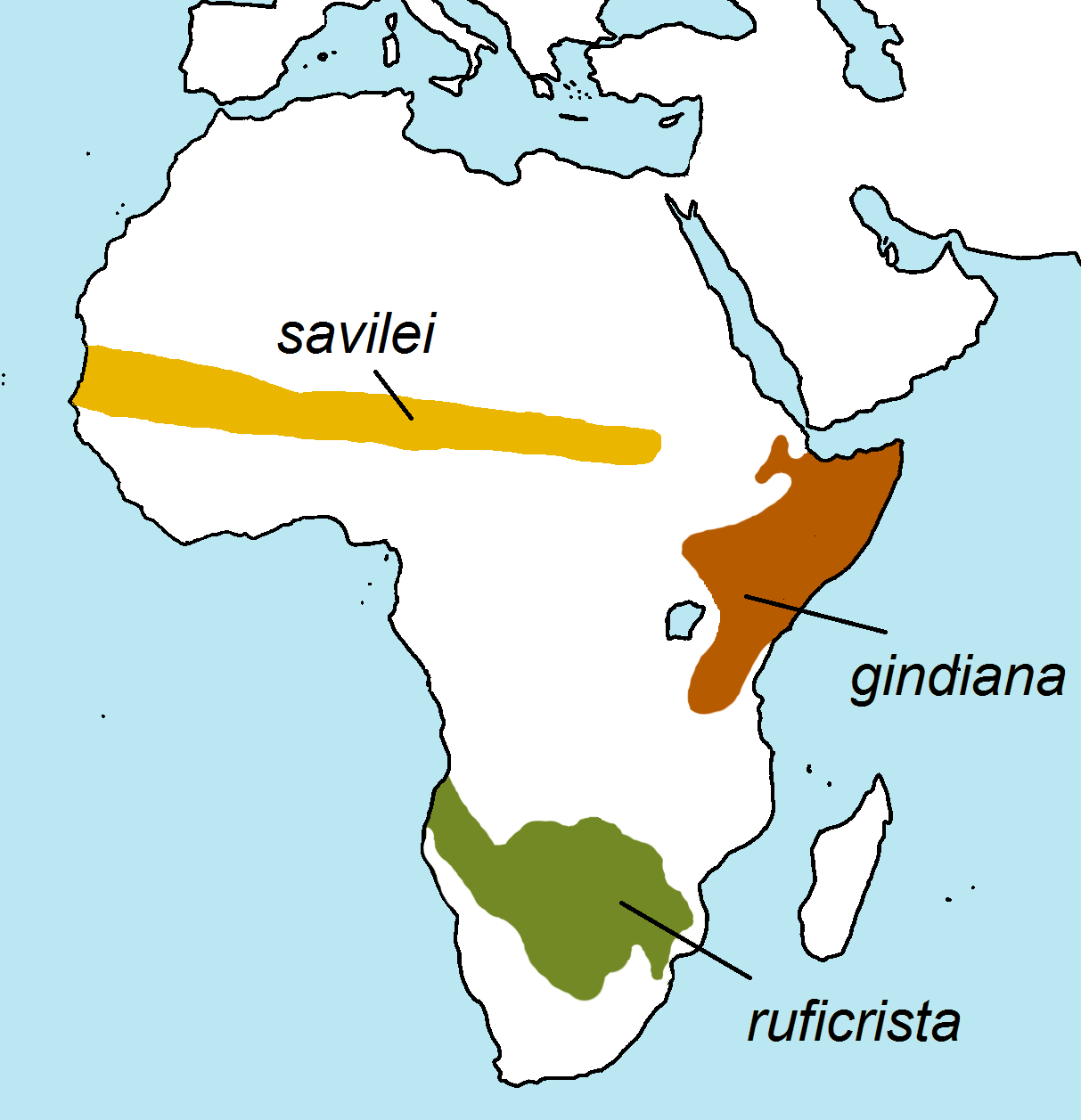
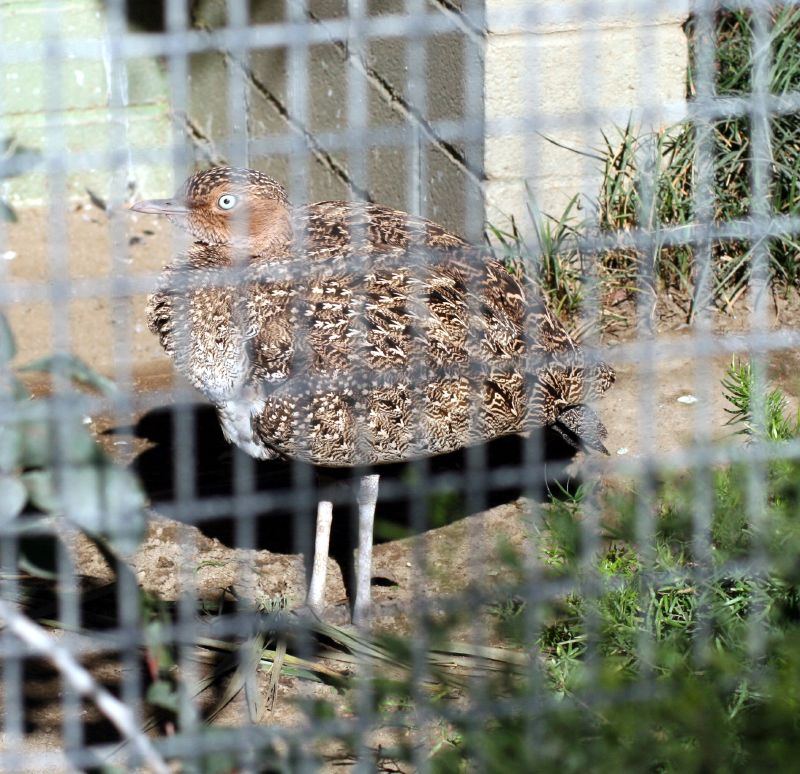